# Casa de Cultura Ignacio Aldecoa Kultura Etxea
La Casa de Cultura Ignacio Aldecoa Kultura Etxea es una biblioteca pública del Estado ubicada en Vitoria, Álava, España.

## Historia
Los orígenes de la que fuera conocida como la Biblioteca Pública Provincial de Vitoria, se hallan ligados al Instituto de Segunda Enseñanza creado en 1842, y al que presumiblemente fueron a parar algunos libros que pertenecieron a la suprimida Universidad de Oñate. En 1896, esta Biblioteca fue incorporada al Cuerpo Facultativo de Archiveros, Bibliotecarios y Arqueólogos. Conforme a lo dispuesto en el Decreto de 19 de mayo de 1932, cambió su denominación de Biblioteca Provincial y del Instituto por la de Biblioteca Pública.
La Biblioteca ocupaba un aula en la planta baja del edificio del Instituto, siendo ésta claramente insuficiente para la atención y promoción de la lectura pública. El traslado en el año 1976 desde su ubicación en la calle Becerro de Bengoa, sede actual del Parlamento Vasco, al nuevo edificio de la Casa de Cultura, supuso una ampliación de sus instalaciones, así como un aumento de sus recursos materiales, del número de servicios, de personal cualificado, de lectores y una mejor atención a los mismos.
En sus orígenes, se llamó Casa de Cultura, y en 2001, la Diputación Foral de Álava actualizó el nombre con la nueva denominación de “Casa de Cultura Ignacio Aldecoa Kultura Etxea. Forma parte de la red de Bibliotecas Públicas del Estado (BPE) un conjunto de 53 bibliotecas de titularidad estatal adscritas al Ministerio de Cultura. Su gestión está transferida a las Comunidades Autónomas, salvo la biblioteca vitoriana que está integrada en el Departamento de Cultura de la Diputación Foral de Álava.

## Edificio
El edificio está ubicado en el Parque de La Florida, en el lugar en el que estuvo la casa del jardinero y la fábrica Larramendi. La disposición del solar permitía una fachada única abierta al parque. Su construcción es de hormigón visto en sus elementos estructurales y prefabricados de cemento en los cerramientos.
En 1966 proyectaron la obra el arquitecto salmantino Antonio Fernández Alba y el arquitecto vitoriano José Erbina. Fue construida entre 1972 y 1974. Las obras generaron controversias entre la ciudadanía, por la tala de arbolado que conllevaba su construcción así como sobre el uso de edificios colindantes (Academia Municipal de Folklore y antiguo instituto de enseñanza secundaria y biblioteca pública, actual Parlamento Vasco).
A finales de 1974 el edificio estaba listo para ponerse en funcionamiento. Sin embargo, problemas de plantilla, la realización del mobiliario específico para el edificio y el traslado de los libros retrasaron su apertura hasta finales de 1976. Se abrió al público el 1 de septiembre de 1976. Y se inauguró oficialmente el 30 de noviembre de 1976. Inicialmente dependía de la Dirección General del Patrimonio Artístico y Cultural del Ministerio de Educación y Ciencia.
El edificio obtuvo el premio Olaguibel en 1979.
El edificio está incluido en el Registro Docomomo, en reconocimiento a su singularidad dentro del movimiento moderno.

## Estructura
El edificio engloba varios servicios de cara al público: biblioteca, sala de lectura, sala de conferencias, y salas de exposiciones. Se organiza en dos volúmenes, el de la zona pública y el almacén. En la zona de la fachada que da al parque, el edificio cuenta con un volumen único, transparente, que permita la incroporación visual del jardín, mientas que la zona que da a los edificios colindantes, es de muros ciegos.

### Espacios, usos y servicios
En la planta baja cuenta con servicios de hemeroteca, salón de actos, salas multiusos, préstamos y devoluciones, autopréstamo.
En la primera planta, sala de trabajo en grupo, sección local y vasca, mediateca, komiteka, sección infantil-juvenil.
En la segunda planta está la sala de consulta y préstamo y el aula +55 años.

### Actividades
Entre las actividades que organiza la Casa, se encuentran los clubes de lectura, actividades para personas adultas, actividades para público infantil y juvenil, conferencias, actividades para madres, padres y personas educadoras. En la Casa se realiza también la entrega de Premios literarios de Álava.

## Fondos
En julio de 2018 la biblioteca de Casa de la Cultura Ignacio Aldecoa y las pertenecientes a los museos y los servicios adscritos al Departamento de Euskera, Cultura y Deporte de la Diputación Foral de Álava, se integraron en la Red de Lectura Pública de Euskadi (RLPE) que aumentó la potencia y el volumen de los fondos bibliográficos de la Red, con 260.000 ejemplares más, 122.000 personas lectoras más, (junto con sus préstamos activos), 88.000 títulos nuevos. Fondo y objetos personales de Micaela Portilla.